# أول أبولوجيز
«أول أبولوجيز» (بالإنجليزية: All Apologies)‏ هي أغنية لفرقة الروك الأمريكية نيرفانا، كتبها مغني الفرقة كيرت كوبين.